# Коссович, Лев Игнатьевич
Лев Игнатьевич Коссович (1848—?) — русский военачальник, генерал-лейтенант; был начальником Киевского военного училища.

## Биография
Родился 16 марта 1848 года. Отец — Игнатий Андреевич Коссович.
Учился в 1-м Московском кадетском корпусе, а 1866 году окончил Первое Военное Павловское училище. На 1894 год — полковник, командир 182-го пехотного резервного Ново-Трокского полка. Генерал-майор с 1899 года, с 6 декабря 1906 года — генерал-лейтенант. С 06.09.1899 по 26.06.1902 — командир 2-й бригады 19-й пехотной дивизии.
В русско-японскую войну командовал 3-й Сибирской пехотной дивизией, был контужен.
В период с 22.11.1906 по 22.02.1907 Л. И. Коссович был начальником 9-й пехотной дивизии.
С 1907 года в отставке. По данным на 1916 год жил в Санкт-Петербурге.
Дата и место смерти неизвестны.
Был женат на Вере Мартыновой (1857 — ?), а его брат — полковник Сократ Игнатьевич Коссович (в отставке генерал-майор) был женат на Софье Мартыновой (1848 — ?), дочерях генерала Мартынова (Мартингофа) Готлиба Юрьевича (Любима Андреевича; 1807—1881), сёстрах симбирского краеведа Павла Любимовича Мартынова.

## Награды
- Награждён орденом Св. Георгия 4-й степени (30 июля 1905 — за то, что в течение 3-х дневного боя у д. Хамытана 28, 29 и 30 сентября 1904 г. оборонял с удивительным упорством позицию, выдержал 3-х дневную атаку противника, в превосходных силах, не сдал её и отошёл только по приказанию высшего начальства).[4]
- Также награждён другими орденами Российской империи.